# Paul Isberg
Paul Otto Isberg (ur. 2 września 1882 w Helsingborgu, zm. 5 marca 1955 w Hammar w gminie Kungälv) – szwedzki żeglarz, olimpijczyk, zdobywca złotego medalu w regatach na Letnich Igrzyskach Olimpijskich w 1912 roku w Sztokholmie.
Na Letnich Igrzyskach Olimpijskich 1912 zdobył złoto w żeglarskiej klasie 10 metrów. Załogę jachtu Kitty tworzyli również Carl Hellström, Harald Wallin, Erik Wallerius, Harry Rosenswärd, Herman Nyberg, Humbert Lundén i Filip Ericsson.
Ojciec Kerstin Isberg, pływaczki, olimpijki z 1936.